# 800 meter för herrar i friidrott vid olympiska sommarspelen 1992
800 meter för herrar vid olympiska sommarspelen 1992 i Barcelona avgjordes 1-5 augusti. 

## Medaljörer
| Gren      | Guld                  | Guld    | Silver                  | Silver  | Brons             | Brons   |
| 800 meter | William Tanui · Kenya | 1.43,66 | Nixon Kiprotich · Kenya | 1.43,70 | Johnny Gray · USA | 1.43,97 |

## Resultat
- Q innebär avancemang utifrån placering i heatet.
- q innebär avancemang utifrån total placering.
- DNS innebär att personen inte startade.
- DNF innebär att personen inte fullföljde.
- DQ innebär diskvalificering.
- NR innebär nationellt rekord.
- OR innebär olympiskt rekord.
- WR innebär världsrekord.
- WJR innebär världsrekord för juniorer
- AR innebär världsdelsrekord (area record)
- PB innebär personligt rekord.
- SB innebär säsongsbästa.

### Final
- Hölls den 5 augusti 1992

| Placering | Final                   | Tid     |
| --------- | ----------------------- | ------- |
|           | William Tanui (KEN)     | 1.43,66 |
|           | Nixon Kiprotich (KEN)   | 1.43,70 |
|           | Johnny Gray (USA)       | 1.43,97 |
| 4.        | José Luiz Barbosa (BRA) | 1.45,06 |
| 5.        | Andrea Benvenuti (ITA)  | 1.45,23 |
| 6.        | Curtis Robb (GBR)       | 1.45,57 |
| 7.        | Reda Abdenouz (ALG)     | 1.48,34 |
| —         | Mark Everett (USA)      | DNF     |

### Semifinaler
| Placering | Heat 1                    | Tid     |
| --------- | ------------------------- | ------- |
| 1.        | Johnny Gray (USA)         | 1,45,66 |
| 2.        | Andrea Benvenuti (ITA)    | 1:45.80 |
| 3.        | Nixon Kiprotich (KEN)     | 1:46.02 |
| 4.        | Tomas de Teresa (ESP)     | 1:46.08 |
| 5.        | Mbiganyi Thee (BOT)       | 1:46.13 |
| 6.        | Steve Heard (GBR)         | 1:46.19 |
| 7.        | Anatolij Makarevitj (EUN) | 1.46,69 |
| 8.        | Tommy Asinga (SUR)        | 1:46.78 |

| Placering | Heat 2                     | Tid     |
| --------- | -------------------------- | ------- |
| 1.        | Curtis Robb (GBR)          | 1.45,25 |
| 2.        | José Luiz Barbosa (BRA)    | 1:45.32 |
| 3.        | Reda Abdenouz (ALG)        | 1:46.06 |
| 4.        | Kennedy Osei (GHA)         | 1:46.20 |
| 5.        | Robin van Helden (NED)     | 1:46.98 |
| 6.        | Luis González Fanega (ESP) | 1:47.09 |
| 7.        | Atle Douglas (NOR)         | 1:48.63 |
| 8.        | Paul Ereng (KEN)           | 1:49.90 |

| Placering | Heat 3                 | Tid     |
| --------- | ---------------------- | ------- |
| 1.        | William Tanui (KEN)    | 1.46,59 |
| 2.        | Mark Everett (USA)     | 1:46.94 |
| 3.        | Babacar Niang (SEN)    | 1:46.95 |
| 4.        | Tom McKean (GBR)       | 1:48.77 |
| 5.        | Vebjørn Rodal (NOR)    | 1:49.53 |
| 6.        | Clive Terrelonge (JAM) | 1:51.03 |
| 7.        | Marko Koers (NED)      | 1:52.23 |
| —         | Piotr Piekarski (POL)  | DSQ     |

### Försöksheat
| Placering | Heat 1                 | Tid     |
| --------- | ---------------------- | ------- |
| 1.        | Piotr Piekarski (POL)  | 1.48,51 |
| 2.        | Mark Everett (USA)     | 1:48.65 |
| 3.        | Lee Jin-Il (KOR)       | 1:48.68 |
| 4.        | Mahjoub Haida (MAR)    | 1:48.72 |
| 5.        | Jörg Haas (GER)        | 1:50.42 |
| 6.        | Symphorien Samba (CGO) | 1:51.75 |
| 7.        | Mohamed Saleh (UAE)    | 1:53.91 |
| 8.        | Ilunga Kafila (ZAI)    | 1:57.73 |

| Placering | Heat 2                   | Tid     |
| --------- | ------------------------ | ------- |
| 1.        | Tom McKean (GBR)         | 1.47,85 |
| 2.        | Atle Douglas (NOR)       | 1:48.08 |
| 3.        | Freddie Williams (CAN)   | 1:48.20 |
| 4.        | Frédéric Cornette (FRA)  | 1:48.22 |
| 5.        | Eversley Linley (VIN)    | 1:52.49 |
| 6.        | Aidara Cherif Baba (MTN) | 1:56.41 |
| 7.        | Bassam Kawas (LIB)       | 1:58.71 |
| 8.        | Hussain Riyaz (MDV)      | 2:00.93 |

| Placering | Heat 3                | Tid     |
| --------- | --------------------- | ------- |
| 1.        | Johnny Gray (USA)     | 1.46,62 |
| 2.        | Tomas de Teresa (ESP) | 1:46.78 |
| 3.        | Babacar Niang (SEN)   | 1:46.69 |
| 4.        | Tommy Asinga (SUR)    | 1:47.23 |
| 5.        | Vebjørn Rodal (NOR)   | 1:48.00 |
| 6.        | Terap Adoum (GHA)     | 1:54.43 |
| 7.        | Baptiste Firiam (VAN) | 1:57.96 |

| Placering | Heat 4                    | Tid     |
| --------- | ------------------------- | ------- |
| 1.        | William Tanui (KEN)       | 1.47,02 |
| 2.        | Kennedy Osei (GHA)        | 1:47.17 |
| 3.        | Sipho Dlamini (SWZ)       | 1:48.70 |
| 4.        | José Arconada Ramos (ESP) | 1:49.23 |
| 5.        | Mohamed Sy Savane (GUI)   | 1:51.80 |
| —         | Tamimou Idrissou (BEN)    | DSQ     |
| —         | Giuseppe D'Urso (ITA)     | DNS     |

| Placering | Heat 5                      | Tid          |
| --------- | --------------------------- | ------------ |
| 1.        | Curtis Robb (GBR)           | 1.46,16      |
| 2.        | Clive Terrelonge (JAM)      | 1:46.64      |
| 3.        | Luis González Fanega (ESP)  | 1:46.65      |
| 4.        | Paul Ereng (KEN)            | 1:46.65      |
| 5.        | João Baptista Ntyamba (ANG) | 1:48.54      |
| 6.        | Zacharia Maidjida (CAF)     | 1:50.41 (NR) |
| 7.        | Emiliano Buale (GEQ)        | 1:58.95      |
| —         | Baba Njie (GAM)             | DNS          |

| Placering | Heat 6                   | Tid     |
| --------- | ------------------------ | ------- |
| 1.        | Nixon Kiprotich (KEN)    | 1.47,45 |
| 2.        | Andrea Benvenuti (ITA)   | 1:47.58 |
| 3.        | Mbiganyi Thee (BOT)      | 1:48.04 |
| 4.        | Robin van Helden (NED)   | 1:48.05 |
| 5.        | Dale Anthony Jones (ANT) | 1:50.43 |
| 6.        | Melford Homela (ZIM)     | 1:50.50 |
| 7.        | Abdullah Al-Anbari (OMA) | 1:50.72 |
| 8.        | Khambieng Khamiar (LAO)  | 2:02.45 |

| Placering | Heat 7                      | Tid     |
| --------- | --------------------------- | ------- |
| 1.        | José Luiz Barbosa (BRA)     | 1.46,16 |
| 2.        | Reda Abdenouz (ALG)         | 1:46.82 |
| 3.        | Mohamed Ismail Yousuf (QAT) | 1:49.32 |
| 4.        | Slobodan Popovic (IOP)      | 1:49.69 |
| 5.        | Antonio Abrantes (POR)      | 1:50.89 |
| 6.        | Desmond Hector (GUY)        | 1:51.43 |
| —         | John Maurice Palacio (BIZ)  | DSQ     |

| Placering | Heat 8                    | Tid     |
| --------- | ------------------------- | ------- |
| 1.        | Steve Heard (GBR)         | 1.46,42 |
| 2.        | Marko Koers (NED)         | 1:46.88 |
| 3.        | Anatolij Makarevitj (EUN) | 1.47,30 |
| 4.        | José Parrilla (USA)       | 1:48.17 |
| 5.        | Prince Amara (SLE)        | 1:51.76 |
| 6.        | Stevon Roberts (BAR)      | 1:52.30 |
| 7.        | Anwar Mohamed (YEM)       | 1:52.71 |
| 8.        | Francis Munthali (MAW)    | 1:56.69 |